# Lieu historique national de Red Bay
Le lieu historique national de Red Bay est un lieu historique national du Canada situé à Red Bay à Terre-Neuve-et-Labrador. Ce site archéologique terrestre et sous-marin présente l'un des sites les mieux préservés de station baleinière basque du XVIe siècle. Il est inscrit depuis 2013 sur la liste du patrimoine mondial de l'UNESCO.

## Toponymie

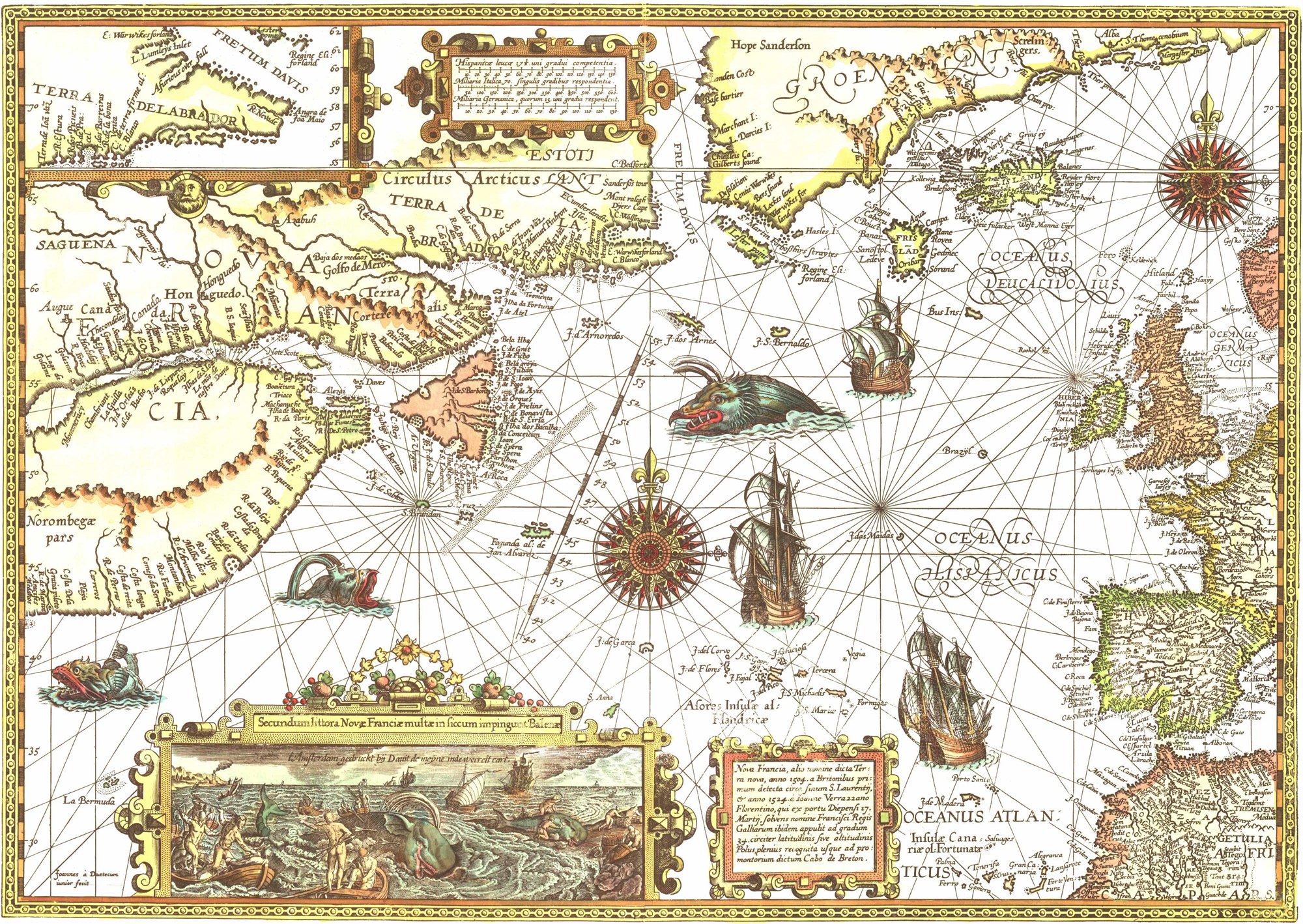
La baleinière basque « Butus » apparait sur la carte de 1592.

Le nom de Red Bay provient du nom que les pêcheurs français donnaient à la baie au XVIIe siècle, soit la baie Rouge. Quant aux Basques, ils nommaient le port Butus.

## Géographie
Red Bay est située à environ 530 km à vol d'oiseau de Saint-Jean. Elle est localisée au nord du détroit de Belle Isle, qui sépare l'île de Terre-Neuve du Labrador. Red Bay est accessible par la route 510 et située à 80 km de Blanc-Sablon.
La baie Red, à proprement parler, est protégée de l'océan Atlantique par l'île Saddle, ce qui en fait le port naturel idéal. 

## Histoire
La côte du Labrador est occupée depuis environ 9 000 ans. Les Amérindiens de l'Archaïque maritime et les paléoesquimaux y chassaient le phoque et le morse et pêchaient le saumon.  Ils y ont développé des techniques adaptées à leur environnement. 
Entre 1550 et 1625, Red Bay a été l'une des principales stations baleinières basques. L'activité des Basques y était d'ailleurs importante dans la région, puisqu'au moins 16 stations baleinières ont été découvertes entre Gros-Mécatina au Québec et le Cap St Charles au Labrador. À son apogée, cette station attirait 2 000 pêcheurs basques d'Espagne et de France. Il y avait dans le havre de Red Bay une vingtaine de stations baleinières avec des installations pour sécher la morue ainsi que des fours pour préparer l'huile de baleine.
Le havre a ensuite été utilisé par les pêcheurs basques, français, anglais, et jersiais au cours des siècles suivants pour la pêche à la morue, la chasse aux phoques et à la baleine, pour ensuite les exporter vers l'Europe. Au XIXe siècle, des pêcheurs de Terre-Neuve, d'Angleterre et des îles Anglo-Normandes s'établirent en permanence à Red Bay.

## Éléments du site

### Fonds marins
Les fonds marins recèlent les épaves de quatre navires, dont l'une serait celle du San Juan.  

### Côte
L'île Saddle comprend un cimetière de baleiniers et 60 tombes comprenant 14 corps. On a aussi retrouvé sur l'île Saddle et le continent 15 fonderies, ainsi que plusieurs tonnelleries.

## Découvertes et fouilles

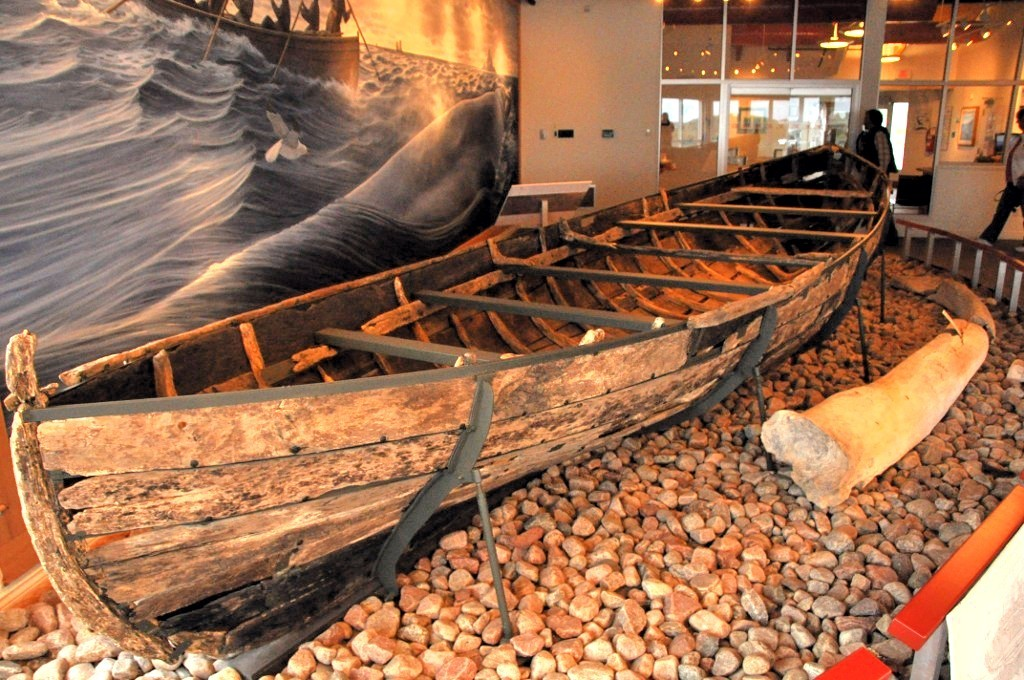
La baleinière basque renflouée exposée au musée du lieu historique national

Le site de Red Bay a été identifié au cours des années 1970 à la suite des recherches de Selma Huxley. Il a été désigné lieu historique national par la Commission des lieux et monuments historiques du Canada le 21 mai 1979. Des fouilles archéologiques sous-marines furent entreprises à partir de 1978 et continuèrent jusqu'en 1984 sous la direction de l'archéologue Robert Grenier. Les fouilles permirent de découvrir trois galions basques et quatre embarcations plus petites. Une baleinière basque du XVIe siècle, le San Juan, coulée en 1565, fut d’ailleurs renflouée. 
En 1991, la province de Terre-Neuve et le gouvernement du Canada signent un protocole d'entente visant à développer le site. Le lieu historique national, qui comprend un centre d'orientation des visiteurs et un centre d'administration, un centre d'interprétation pour les visiteurs ainsi que l'île Saddle avec son sentier a été officiellement inauguré en 2000. En 2004, Red Bay a été inscrit sur la liste indicative du Patrimoine mondial.
Red Bay a été fréquenté par 8 417 visiteurs au cours de l'année 2010-2011.
Il a été inscrit au patrimoine mondial en 2013 sous le nom de station baleinière basque de Red Bay.